# Quartier Militaire
Quartier Militaire är en distriktshuvudort i Mauritius.   Den ligger i distriktet Moka, i den västra delen av landet, 14 km sydost om huvudstaden Port Louis. Quartier Militaire ligger 339 meter över havet och antalet invånare är 6 424. Den ligger på ön Mauritius.
Terrängen runt Quartier Militaire är platt åt sydväst, men åt nordost är den kuperad. Runt Quartier Militaire är det tätbefolkat, med 476 invånare per kvadratkilometer. Närmaste större samhälle är Curepipe, 10,9 km sydväst om Quartier Militaire. I omgivningarna runt Quartier Militaire växer i huvudsak städsegrön lövskog.